# Писарев, Андрей Константинович
Андрей Константинович Писарев (род. 17 января 1961, Казань) — советский и российский хоккеист, нападающий. Мастер спорта СССР. «Заслуженный работник физической культуры Республики Татарстан».

## Биография
Хоккеем начал заниматься в 9 лет. Выступал за команды СК им. Урицкого / «Итиль» Казань (1978/79, 1980/81 — 1981/82, 1984/85 — 1991/92), «Автомобилист» Казань (1978/79), «Спутник» Альметьевск (1979/80 — 1981/82), «Динамо» Харьков (1982/83 — 1983/84), «Нефтехимик» Нижнекамск (1991/92, 1992/93 — 1995/96), «Цинкарна» Целе (Словения, 1991/92), «Тан» Казань (1991/92 — 1993/94), «Прогресс» Глазов (1996/97), «Ак Барс-2» (2004/05, 1 матч).
Окончил Волгоградский государственный институт физической культуры по специальности «физическое воспитание и спорт» (1982).
В 2015 году стал директором спортивной школы «Смена».
Сын Андрей (род. 1989) — хоккеист, тренер.